# 第16飛行団
第16飛行団（だいじゅうろくひこうだん）は、日本陸軍の飛行団の一つ。

## 沿革
1944年（昭和19年）4月に第51戦隊、第52戦隊（共に四式戦闘機装備）を指揮下に置き設立される。
1944年（昭和19年）9月留守教育隊を残置しフィリピン戦線に転戦。第30戦闘飛行集団隷下。
1944年（昭和19年）11月末隷下51,52戦隊長の戦死など戦力を消耗し戦力回復のため防府に帰還。直後に下館に移駐。

## 飛行団概要
- 使用機種：四式戦闘機・

### 歴代飛行団長
- 新藤常右衛門　中佐（陸士36期）：1944年4月3日 -
- 山田邦雄 少佐：1945年2月1日 -

### 所属部隊（設立時）
- 飛行第51戦隊（四式戦）：中島凡夫 少佐
- 飛行第52戦隊（四式戦）：沢山義隆 大尉